# Canulation sanguine
 (mai 2024).
Si vous disposez d'ouvrages ou d'articles de référence ou si vous connaissez des sites web de qualité traitant du thème abordé ici, merci de compléter l'article en donnant les références utiles à sa vérifiabilité et en les liant à la section « Notes et références ».
Les canulations sanguines précliniques sont des canulations de vaisseaux veineux ou artériels effectuées sur des animaux de laboratoire préalablement anesthésiés.
Elles consistent à percer la paroi d’un vaisseau à l’aide d’une aiguille afin d’y insérer un cathéter rempli d’une solution physiologique adaptée. Ce cathéter peut ensuite être maintenu à l’aide de ligatures pour faire un prélèvement sanguin ou une injection de molécules par exemple.

## Étape de l'anesthésie
Avant de commencer toute canulation, il faut anesthésier l’animal pour éviter toute douleur lors de la manipulation. On réalise cette anesthésie par une injection intra-péritonéale (c'est-à-dire sur le flanc droit de l’animal légèrement au-dessus de l’axe des membres inférieurs) de chloral 7 %. Après avoir pesé l’animal, il faut injecter 0,5mL de chloral pour 100g de poids vif.
De plus il faut prendre certaines précautions : vérifier que l’animal est bien endormi en faisant le test de la patte par exemple (forte pression de l’extrémité de la patte) pour voir s’il y a une réaction à la douleur.

## Canulations veineuses

### Les veines
Les veines ont un rôle indispensable dans la circulation sanguine et ont pour objectif d’acheminer le sang veineux (chargés de déchets à évacuer) vers le cœur. Elles constituent également un réservoir sanguin car la majorité du volume de sang est contenu dans les veines (60 %).
Pour réaliser ces différents rôles les veines possèdent certaines caractéristiques physiologiques :
- Une paroi constituée de trois couches concentriques : l’intima, le media et l’adventice.
- Présence de valvules veineuses : qui font en sorte que le sang circule bien, de la périphérie vers le cœur, en empêchant tout reflux sanguin.

### But
Les canulations veineuses ont pour but l’injection intraveineuse d’une substance chimique, comme une hormone afin d’étudier ses différents effets sur l’organisme ou un médicament ce qui permet d’avoir un effet rapide.

### Principe
La canulation veineuse se pratique en différentes étapes :
| Schéma d'une canulation veineuse | 1. Incision de la veine par une aiguille. 2. Insertion du cathéter. 3. Injection du produit. |

### Exemple: canulation d'une veine jugulaire
Les veines jugulaires internes, aussi appelées « veines du cou » dû au fait qu’elles traversent cette région du corps de part et d’autre de la trachée, permettent de ramener le sang veineux de la tête vers le cœur via la veine cave supérieure.
La canulation d’une veine jugulaire consiste à :
- L’ouverture du cou à l’aide d’un scalpel.
- La dilacération des différentes graisses et tissus sous cutanées avec les mains ou à l’aide de pinces courbes du côté droit de la trachée si on veut canuler la veine jugulaire droite et inversement pour la veine jugulaire gauche.
- L’isolement de la veine jugulaire et à son maintien à l’aide d’une pince courbe.
- Percer la veine jugulaire avec une aiguille fine de façon parallèle au vaisseau.
- L’introduction de 8 cm environ d’un cathéter souple en silicone d’environ 15 cm de longueur, de 0,31 mm de diamètre intérieur et de 0,64 mm de diamètre extérieur rempli de sérum physiologique (NaCl 0,9 %) et relié à une seringue remplie elle aussi de sérum physiologique.

Si le cathéter est introduit facilement et sans difficultés, qu’il n’y a pas de fuite, ni de sang ni de sérum, lorsqu’on aspire ou injecte avec la seringue, alors la canulation est bien réalisée.

## Canulations artérielles

### Les artères
Les artères ont aussi un rôle indispensable dans la circulation sanguine et ont pour objectif d’envoyer le sang artériel (oxygéné)  du ventricule gauche du cœur vers les autres tissus de l’organisme. Elles sont capables de se contracter ou de se détendre, grâce aux fibres musculaires lisses qui les entourent, pour s’adapter aux variations de pression causées par l’activité cardiaque.
Pour réaliser ces différents rôles les artères possèdent tout comme les veines certaines caractéristiques physiologiques :
- Une paroi constituée de trois couches concentriques : l’intima, le media et l’adventice.
Remarque : paroi plus épaisse par rapport aux veines car la pression sanguine présente est plus élevée.
- Absence de valvules.

### But
Les canulations artérielles permettent d’effectuer des prélèvements sanguins. Elles permettent aussi de mesurer la pression artérielle lorsque le cathéter est relié à un capteur de pression lui-même relié à un ordinateur par l’intermédiaire d’une interface adéquate.

### Principe
La canulation artérielle se pratique en différentes étapes :
| Schéma d'une canulation artérielle | 1. Ligature côté organe. 2. Pose d'un clamp. 3. Incision de l'artère par une aiguille. 4. Insertion d'un cathéter rempli de solution anticoagulante. 5. Ligature du cathéter avec l'artère. 6. Retrait du clamp. 7. Prélèvement de sang ou mesure de pression artérielle selon le cas. |

### Exemple: canulation d'une carotide
Les artères carotides sont des artères situées de part et d’autre de la trachée et permettent d’amener le sang oxygéné du cœur vers le haut du corps.
La canulation d’une carotide consiste à :
- L’ouverture du cou à l’aide d’un scalpel.
- La dilacération des différentes graisses et tissus sous cutanées avec les mains ou à l’aide de pinces courbes et ouverture du muscles qui protège la trachée. Puis rechercher la carotide à droite ou à gauche de la trachée qui est associée au nerf X (blanc) et l’isoler en l’a détachant du nerf à l’aide des pinces courbes en faisant attention de ne pas pincer l’artère pour ne pas l’abimer.
- La disposition de deux morceaux de fils en dessous de la carotide isolée qui serviront aux ligatures.
- Faire la première ligature de la carotide à l’aide d’un des fils le plus près possible de la tête.
- La mise en place d’un clamp sur la carotide le plus près possible du cœur pour avoir 2 cm d’artère isolée et couper circulation artérielle.
- L’introduction d’une aiguille pour percer la carotide.
- L’introduction de 2 cm d’un cathéter légèrement rigide en polyéthylène d'environ 10 cm de longueur, de 0,20 mm de diamètre intérieur et de 0,64 mm de diamètre extérieur dans la carotide à l’aide une pince courbe, relié à une seringue remplie d’héparine pour éviter toute coagulation.
- Faire la deuxième ligature, à l’aide de l’autre fil, de la carotide contenant le cathéter au niveau du milieu de celui-ci afin de bien maintenir la canulation.
- L’enlèvement du clamp au dernier moment.

La canulation est bien réalisée lorsque le cathéter est bien maintenu par la deuxième ligature, lorsqu’il n’y a pas d’hémorragie quand le clamp est retiré. De plus, on peut aussi injecter pour étudier l’effet de différentes substances sur l’activité cardiaque mais la canulation se fera dans l’autre sens.

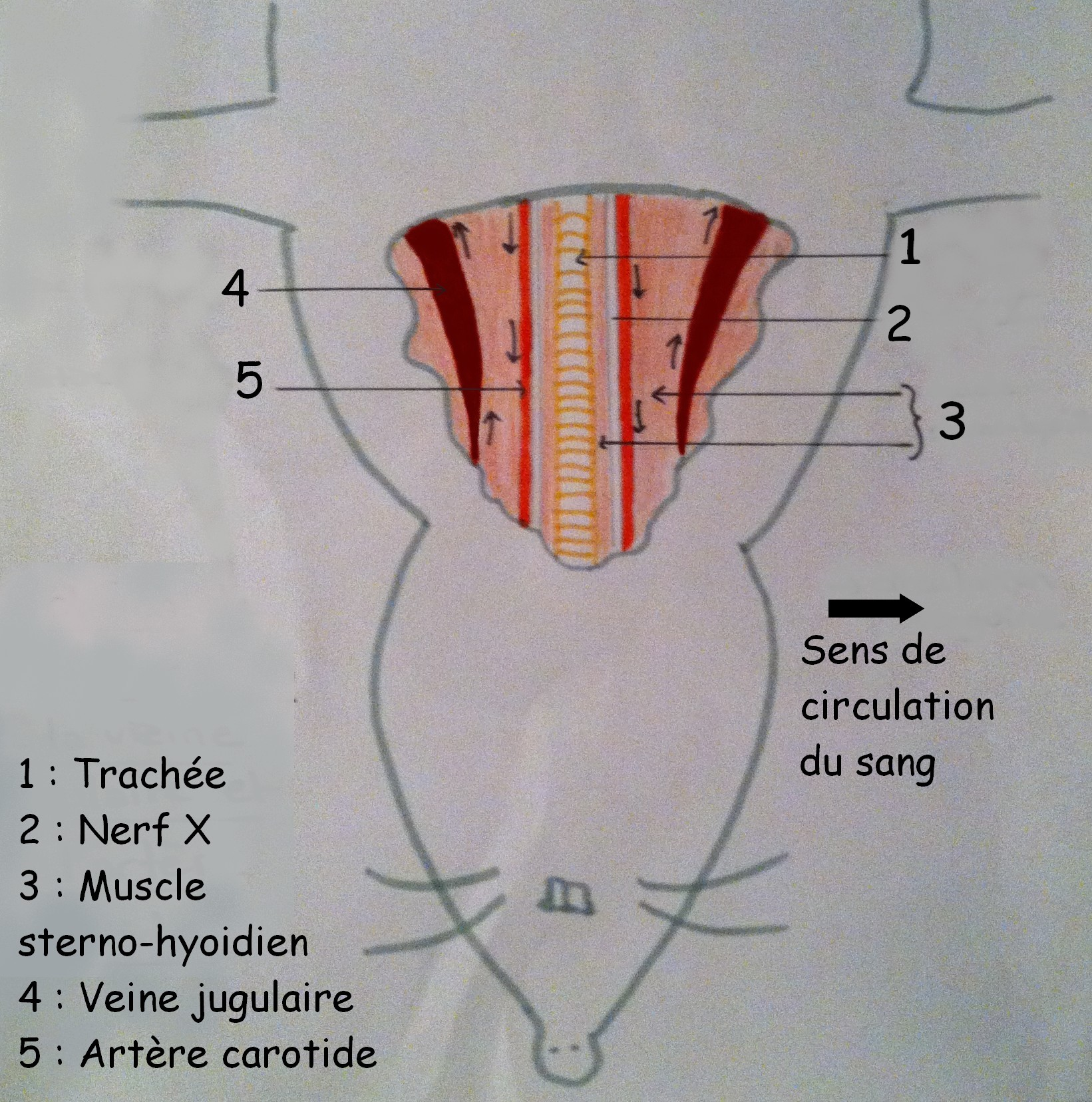
Schéma de la localisation de la veine jugulaire et de l'artère carotide

|  | 1. Pince plate 2. Scalpel 3. Ciseaux à bouts ronds 4. Ciseaux à bouts pointus 5. Pinces courbes 6. Cathéter légèrement rigide pour canuler la carotide 7. Clamp 8. Aiguille 9. Cathéter souple pour canuler la veine jugulaire |